# Клименко, Александр Евгеньевич
Александр Евгеньевич Клименко (туркм. Aleksandr Klimenko; родился 13 мая 1968 года) — туркменский футболист, вратарь, ныне тренер клуба «Балкан».

## Биография
Всю свою профессиональную карьеру провёл в Туркменистане, где играл за «Мерв», «Нису», «Шагадам» и «Ашхабад», Закончил карьеру футболиста в 2006 году.
25 апреля 1997 года сыграл матч за национальную сборную Туркменистана против Азербайджана (2:0).

## Карьера тренера
В 2007 году был помощником тренера в футбольном клубе «Ашхабад».
В 2011—2012 году был тренером балканабадского «Небитчи».
В 2014 году работал помощником тренера в сборной Туркменистана, в июне был освобожден от должности. В 2015 году работал помощником главного тренера Рахима Курбанмамедова в футбольном клубе «Энергетик».
С 2016 года является главным тренером клуба «Балкан».

### Достижения
- Чемпион Туркменистана: 1996, 1999, 2002
- Бронзовый призёр чемпионата Туркменистана: 1998, 2000, 2003, 2006
- Обладатель Кубка Туркменистана: 1998
- Финалист Кубка: 1997, 2000